# 北京市朝阳外国语学校
北京市朝阳外国语学校（英語：Beijing Chaoyang Foreign Language School），位于中国北京市的朝阳区，是一所十二年一贯制学校、朝阳区示范中学，现为一校十一址。
20世纪90年代，时任中国国务院副总理的李岚清提出：“普及外语和培训外语人才，改革外语教学方法，提高外语教学水平，已经不是一般的教学问题。”而1997年，中国教育部又作出“进一步办好外国语学校”的指示。 而其后的1998年，北京市朝阳外国语学校经北京市教育局和朝阳区教委的许可，在当年成立。2001年，该校的高中部随着第一届高中生的入学也宣告成立。而其后几年，该校也逐步建立了自己的小学部，同时完善了培训部门，使该校成为了一个由小学到高中并结合课外培训的全方位初等、中等教育服务机构。
该校位于北京北四环奥运公园核心区内。拥有五处常设校址且相隔不远。每个教学区都配备了空调、机房、教室、图书馆等基本教学设施，初中部和高中部还另配有缩小尺寸的体育场，初中部所有教室都接入了闭路电视系统。

## 校史

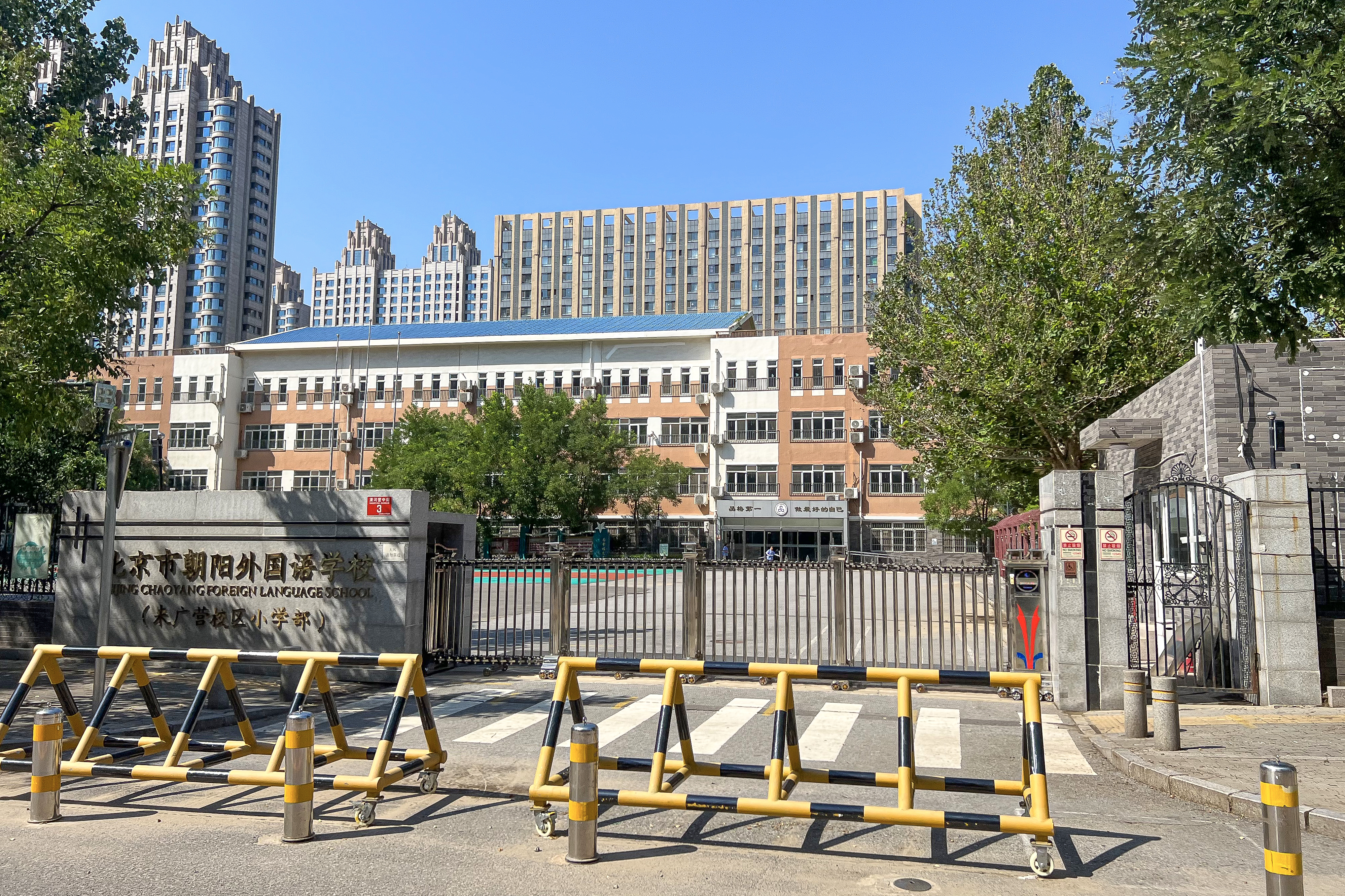
来广营校区小学部

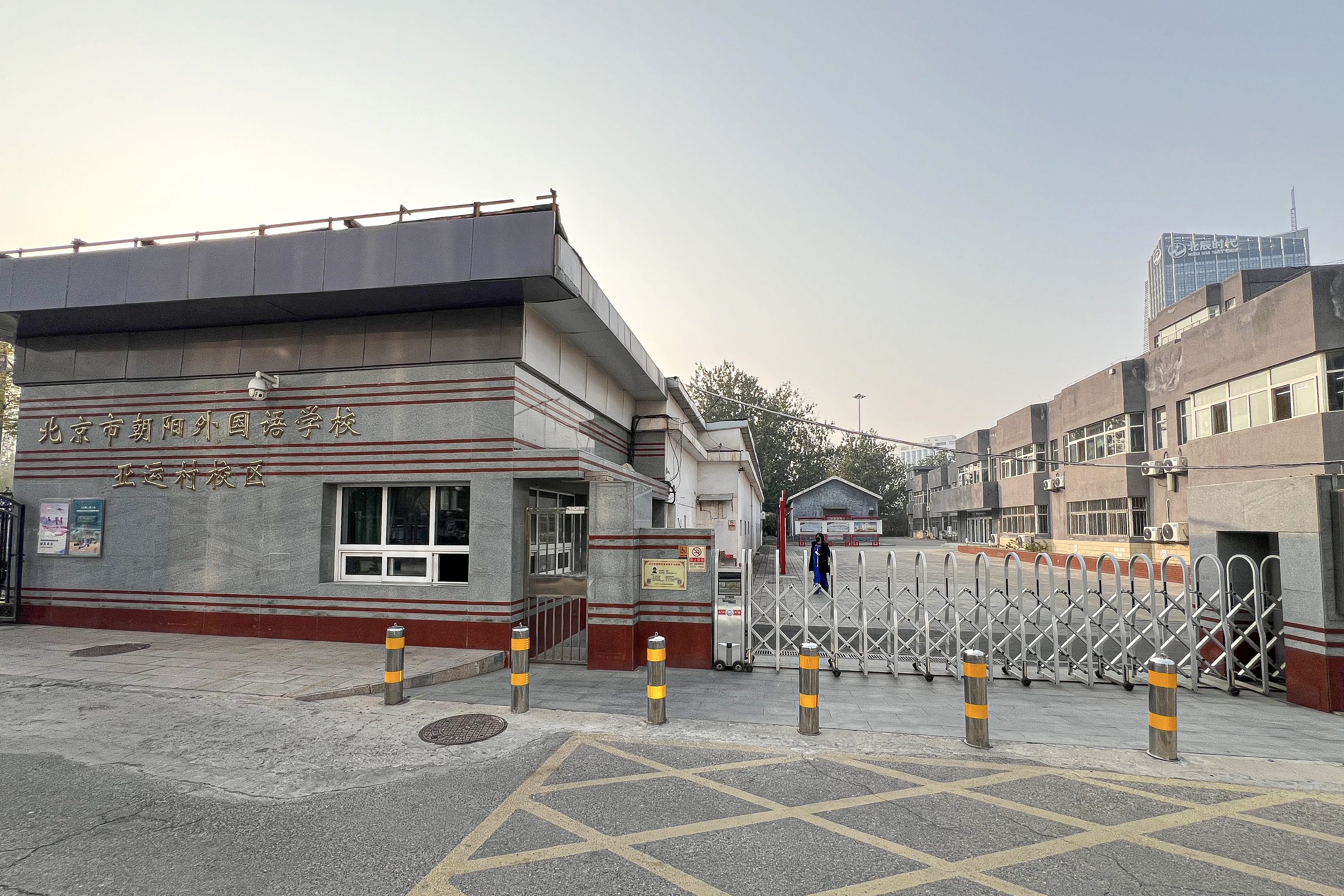
亚运村校区

经北京市教委、朝阳区教育委员会批准，北京市朝阳外国语学校于1998年4月成立，成为一所可寄宿的体制改革校。
2004年，学校迎来第一批高考生。
2010年1月7日，北京市教育委员会作出批复，要求该校停止体制改革试点，加入公立校行列。学校于同月正式转制为公办学校。
2012年，该校在北京朝阳区北苑开设新校区。
2018年9月，林辉校长接受朝阳教委任命担任北京市朝阳外国语学校校长。2020年，林辉调任陈经纶教育集团。

## 办学特色
学校成立以来，北京市朝阳外国语学校以“品格第一”为教育指导理念，展开了一系列学制改革。

## 办学成果
北京市朝阳外国语学校自2004年第一届高中毕业生至2018年第十五届高中毕业生在高考中取得十五连冠，近十一年高考一本率保持100%。以下是该校高考成绩的不完全统计：
- 2005年 理工类学生有16人成绩超过600分，文科最高分为590分。理工总分平均分为548，文科总分平均分为526分。
- 2006年 文史类最高分637，8人过600分，平均557分；理工类最高分693，51人过600分，平均588分。
- 2007年 文史类最高分635，8人过600分，平均578分；理工类最高分690，52人过600分，平均588分。
- 2008年 文史类1人过630分，平均572分；理工类24人过650分，平均627分。
- 2010年 文史类3人过650分，平均580分；理工类平均618分。
- 2013年 文史类1人过670分，平均分全市第七名，理工类平均分全市第四名。
- 2014年 所有学生全部超过600分。

## 创始人
郝又明，该校创始人，现任校党总支书记，1998年创办学校并担任校长至2018年。曾获得“全国劳动模范”、“北京市人民教师”、“全国五一劳动奖章”和“北京市胡楚南奖”等多项荣誉称号，2015年1月获得“朝阳教育家”特殊荣誉称号。林辉校长继任后称，郝校长是永远的郝校长。